# Lijst van nummer 1-hits in Noorwegen in 1965
Deze hits stonden in 1965 op nummer 1 in de VG-lista, de bekendste hitlijst in Noorwegen.
| Nummer | Week | Artiest            | Titel                         |
| ------ | ---- | ------------------ | ----------------------------- |
| 58     | 1    | The Beatles        | I feel fine                   |
|        | 2    | The Beatles        | I feel fine                   |
| 59     | 3    | Sven-Ingvars       | Fröken fräken                 |
|        | 4    | Sven-Ingvars       | Fröken fräken                 |
|        | 5    | Sven-Ingvars       | Fröken fräken                 |
|        | 6    | Sven-Ingvars       | Fröken fräken                 |
|        | 7    | Sven-Ingvars       | Fröken fräken                 |
|        | 8    | Sven-Ingvars       | Fröken fräken                 |
|        | 9    | Sven-Ingvars       | Fröken fräken                 |
|        | 10   | Sven-Ingvars       | Fröken fräken                 |
|        | 11   | Sven-Ingvars       | Fröken fräken                 |
| 60     | 12   | The Beatles        | Rock and roll music           |
|        | 13   | The Beatles        | Rock and roll music           |
|        | 14   | The Beatles        | Rock and roll music           |
| 61     | 15   | The Rolling Stones | The last time                 |
| 62     | 16   | France Gall        | Poupée de cire, poupée de son |
| 63     | 17   | The Beatles        | Ticket to ride                |
|        | 18   | The Beatles        | Ticket to ride                |
|        | 19   | The Beatles        | Ticket to ride                |
|        | 20   | The Beatles        | Ticket to ride                |
| 64     | 21   | Roger Miller       | King of the road              |
|        | 22   | Roger Miller       | King of the road              |
|        | 23   | Roger Miller       | King of the road              |
|        | 24   | Roger Miller       | King of the road              |
| 65     | 25   | Jailbird Singers   | Där björkarna susa            |
| 66     | 26   | The Hep Stars      | Cadillac                      |
| 67     | 27   | Elvis Presley      | Crying in the chapel          |
|        | 28   | Elvis Presley      | Crying in the chapel          |
| 68     | 29   | The Spotnicks      | Blue blue day                 |
|        | 30   | The Spotnicks      | Blue blue day                 |
|        | 31   | The Spotnicks      | Blue blue day                 |
|        | 32   | The Spotnicks      | Blue blue day                 |
| 69     | 33   | The Beatles        | Help!                         |
|        | 34   | The Beatles        | Help!                         |
|        | 35   | The Beatles        | Help!                         |
|        | 36   | The Beatles        | Help!                         |
|        | 37   | The Beatles        | Help!                         |
|        | 38   | The Beatles        | Help!                         |
| 70     | 39   | The Rolling Stones | (I can't get no) Satisfaction |
|        | 40   | The Rolling Stones | (I can't get no) Satisfaction |
|        | 41   | The Rolling Stones | (I can't get no) Satisfaction |
|        | 42   | The Rolling Stones | (I can't get no) Satisfaction |
|        | 43   | The Rolling Stones | (I can't get no) Satisfaction |
| 71     | 44   | Barry McGuire      | Eve of destruction            |
|        | 45   | Barry McGuire      | Eve of destruction            |
| 72     | 46   | The Beatles        | Yesterday                     |
|        | 47   | The Beatles        | Yesterday                     |
|        | 48   | The Beatles        | Yesterday                     |
|        | 49   | The Beatles        | Yesterday                     |
|        | 50   | The Beatles        | Yesterday                     |
| 73     | 51   | The Beatles        | Day tripper                   |
|        | 52   | The Beatles        | Day tripper                   |